# ساموغيتيا
ساموغيتيا أو زيمايتيا (بالليتوانية: Žemaitija) هي واحدة من خمس مناطق اثنوغرافية في ليتوانيا. تقع في شمال غرب البلاد. وتعد مدينة شياولياي أكبر مدينة في الإقليم.